# Ronaldo (film)
Ronaldo è un documentario del 2015 diretto da Anthony Wonke. Il film segue la vita e la carriera calcistica di Cristiano Ronaldo, allora giocatore del Real Madrid.

## Contenuto
Ronaldo documenta la vita di Cristiano Ronaldo (nato Cristiano Ronaldo dos Santos Aveiro il 5 febbraio 1985), dalla sua adolescenza fino al 2015, attraverso una serie di interviste e contenuti esclusivi con Ronaldo protagonista insieme ai suoi amici e alla sua famiglia. Alcune parti del film seguono inoltre la vita quotidiana del campione portoghese, i momenti spensierati con la famiglia, il figlio Cristiano Jr, la madre Maria Dolores dos Santos Aveiro, il fratello Hugo, le sorelle Elma e Liliana Cátia e l'agente Jorge Mendes.

## Produzione
Il film è stato diretto da Anthony Wonke, con Asif Kapadia come produttore esecutivo. Le riprese di Ronaldo si sono svolte in 14 mesi, con i produttori del film che hanno avuto la possibilità di filmare e seguire la vita privata di Ronaldo e la sua cerchia di amici, familiari e compagni di squadra. Il film è girato a Madeira, luogo di nascita del portoghese, a Lisbona, dove ha iniziato a giocare a livelli professionistici, e a Madrid, dove risiedeva. Lo stesso Ronaldo annunciò, tramite Twitter, che un progetto per un film sulla sua vita era in fase di produzione, allegando una foto del figlio Cristiano Jr. dietro una macchina da presa.

## Distribuzione
Il primo trailer del film è stato distribuito il 28 settembre 2015, mentre il documentario è stato distribuito in tutto il mondo il 9 novembre 2015.